# Rock ’n Roll Ride
Rock ’n Roll Ride ist das 2012 veröffentlichte zweite Soloalbum des Night-Ranger-Bassisten Jack Blades.

## Hintergrund
Jack Blades hatte 2004 sein erstes Soloalbum veröffentlicht, das Jack Blades betitelt worden war. 2012 unterzeichnete er einen Vertrag mit der Plattenfirma Frontiers Records und nahm ein weiteres Soloalbum auf, das am 23. März 2012 veröffentlicht wurde.
Jack Blades spielte Bass und Gitarre, als weitere Gitarristen wirkten Joel Hoekstra und Will Evankovich mit, Evankovich steuerte außerdem Mandoline und Sitar bei. Der Night Ranger-Gitarrist Brad Gillis nahm das Gitarrensolo für den Titel Say You Will auf, Cheap-Trick-Sänger Robin Zander sang den Refrain von Anything for You. Die Rhythmusaufnahmen wurden von Blades (Bass) und den Schlagzeugern Brian Tichy, Kelly Keagy und Alan Hertz eingespielt.
Das Album entstand vor den Aufnahmen zum Night Ranger-Album Somewhere in California, die Plattenfirma zog es aber vor, das Werk der Band vor dem Soloalbum ihres Sängers zu veröffentlichen. Das auf dem Night Ranger-Album veröffentlichte Lied Growin’ Up in California war ursprünglich für Rock ’n Roll Ride entstanden, Brad Gillis fand es aber besser zur Band passend und bat Blades, es auf Somewhere in California verwenden zu dürfen.

## Titelliste
1. Back in the Game (Jack Blades, Abby Gennett, Pat Harrington) – 4:12
2. Rock ’n Roll Ride (Blades, Will Evankovich) – 4:18
3. Hardest Word to Say (Blades, Brodie Stuart) – 4:37
4. Anything for You (Blades, Robin Zander) – 4:06
5. Love Life (Blades, Anthony Focx) – 4:28
6. West Hollywood (Blades, Colin Blades) – 4:11
7. Born for This (Blades, Jim Peterik) – 4:31
8. Don’t Give Up (Blades) – 3:07
9. Say You Will (Blades) – 4:26
10. Rise and Shine (Blades, Peterik) – 3:34
11. Hey Now (Blades) – 4:29

## Rezeption
Daniel Böhm schrieb für Rocks, das Night Ranger-Album Somewhere in California zeige „auch nach einem Dreivierteljahr noch nicht die zartesten Abnutzungserscheinungen“, und nun stehe der Bassist und Sänger der Band „mit einer vergleichbar sonnigen Soloscheibe parat“, auf der neben dem „eigenen musikalischen Lebensritt auch AC/DC-naher Riff-Rock, Tom Petty und vor allem die Beatles und Cheap Trick“ durchschimmerten. Das Album sei „durchzogen von derselben kalifornischen Leichtigkeit“, die schon „das letzte Opus von Blades’ Hauptband angenehm aufgehübscht“ habe; grade in den „deftigen Momenten“ drohten die „Grenzen zu Night Ranger schon mal zu verschwimmen“. Der eigentliche Unterhaltungswert offenbare sich aber „eher in den tiefgründigen Nummern, die den Prinzipien der allerbesten Songschreiber-Schule“ folgten. Das Album sei „viel besser als der Solo-Einstand des Jack Blades von 2004“. (5 von 6 Punkten)